# John Twomey (Segler)
John Twomey (* 7. Juli 1955 in Cork) ist ein irischer Segler und ehemaliger Diskuswerfer und nahm in diesen Sportarten mehrfach an den Paralympischen Spielen teil.
In seiner Jugend war Twomey ein begeisterter Radfahrer. Nach einem Fahrradunfall 1970, bei dem er sich eine T3-Verletzung zuzog, war er auf einen Rollstuhl angewiesen und wandte sich nun nach seiner Genesung dem Behindertensport zu. Twomey nahm erstmals 1976 als Diskuswerfer an den Paralympischen Spielen in Toronto teil. Bei seiner dritten paralympischen Teilnahme 1984 in England gelang es ihm, eine Bronzemedaille zu gewinnen. Auch vier Jahre später in Seoul konnte Twomey eine Medaille gewinnen, diesmal jedoch Gold.
Nachdem Segeln 1996 eine paralympische Disziplin wurde, wechselte Twomey von der Leichtathletik in diese Sportart und trat 2000 und 2004 an. Bei den Paralympischen Spielen 2008 in Peking war er im 2er-Kielboot gemeldet. 2012 in London war er Skipper in der Bootsklasse Sonar. Anthony Hegarty und Ian Costelloe bildeten die Mannschaft.
Durch seine seit 1976 durchgängige Teilnahme an den Paralympischen Spielen ist er der irische Sportler mit den meisten Teilnahmen an den Olympischen bzw. Paralympischen Spielen für Irland.